# マンスリーズ
マンスリーズ（MAN3'S)は、インターネットでのウィークリーマンション・マンスリーマンションなどとよばれる短期、長期家具付宿泊施設の物件情報総合サイト。運営はメディアマックスジャパン。

## 概要
「マンスリーズ」のサイトでは、全国のウィークリーマンション・マンスリーマンション業者が物件情報を管理画面より登録することで物件情報がインターネット上に反映される。予約は物件ごとに直接掲載業者に問合せをする事で可能となる。掲載業者はマンスリーズに掲載料を払う事で掲載できる。物件を紹介する以外にも初めて借りる人へのHow toやビジネスホテル、賃貸マンションとの比較情報も掲載されている。

## 主な検索機能
- 目的地から検索
- 地図上で検索
- 駅から検索
- 金額から検索
- 掲載会社から検索

## 利用者動向
全体の50%の利用者が東京地域での利用となっており、利用状況は偏っている。ほかの利用地域は主要都市と呼ばれる、北海道、仙台、埼玉、横浜、千葉、名古屋、京都、大阪、神戸、広島、福岡など。
ウィークリーマンション系で一番つかわれているのがビジネスマンである。1週間から一ヶ月以内の出張で多く利用している。東京本社への出張、研修での利用が多い。
海外からの利用者では、留学生（中国、韓国、アメリカ）や外資系企業からの長期マンスリーマンション利用が多い。

## 沿革
- 2006年11月 - 「マンスリー」としてβ版のサービスを開始し、インターネット上に公開される。
- 2007年1月 - 有料広告などに掲載を開始し、本格的に始動し始める。
- 2007年10月 - 名称を「マンスリー」から「マンスリーズ」に変更。
- 2008年3月 - マンスリーズオフィシャルブログ開始。